# Старостинський округ
Старости́нський о́круг — частина території громади в Україні, на якій розташовані один або декілька населених пунктів (сіл, селищ і міст), крім адміністративного центру територіальної громади, визначеною сільською, селищною, міською радою з метою забезпечення представництва інтересів жителів такого населеного пункту (населених пунктів) старостою.
Вперше термін старостинський округ з'явився в законодавстві України в лютому 2017 року в рамках реформи децентралізації з внесенням змін до Закону України «Про місцеве самоврядування в Україні» і застосовувався лише до об'єднаних територіальних громад. Станом на 2024 рік в Україні нараховується 7744 старостинські округи, сформовані місцевою радою.

## Утворення, ліквідації та зміна території
Утворення старостинського округу — це формування частини території, де проживає не менше 500 жителів, що є складовою частиною територіальної громади з сукупністю жителів одного чи декількох населених пунктів (крім адміністративного центру територіальної громади), яка потребує забезпечення представництва своїх інтересів старостою у виконавчих органах відповідної ради. При утворенні старостинських округів враховуються історичні, природні, етнічні, культурні та інші чинники, що впливають на соціально-економічний розвиток таких старостинських округів та відповідної територіальної громади.
Стосовно порядку формування, ліквідації та зміни старостинських округів у Законі існує припис, який визначив, що утворення старостинських округів належить до питань, що вирішуються виключно на пленарних засіданнях сільської, селищної, міської ради територіальної громади, яка на пленарному засіданні приймає відповідне рішення більшістю голосів. Це означає, що рада територіальної громади, утворюючи старостинські округи, має право:
- визначати кількість старостинських округів, керуючись не нормами чинного законодавства, а на власний розсуд;
- переносити населені пункти з одного старостинського округу в інший, забезпечуючи при цьому більш-менш рівномірний розподіл кількості жителів у кожному із таких округів.

З метою утворення, ліквідації, зміни території старостинських округів право вносити обґрунтовані пропозиції мають міський голова, секретар міської ради, депутати міської ради, постійні комісії міської ради, виконавчий комітет міської ради, загальні збори громадян.
Рішення про утворення старостинських округів повинно містити таку інформацію:
- найменування старостинських округів та їх центрів (найменування старостинського округу може бути похідним від найменування населеного пункту, визначеного його умовним центром).
- перелік населених пунктів, що входять до складу кожного старостинського округу;
- адреси адміністративних будівель, де знаходяться робочі місця старост.

Зміна території старостинських округів — формування частини території відбувається через:
- збільшення їх кількості, шляхом поділу деяких старостинських округів;
- зменшення їх кількості, шляхом об'єднання деяких старостинських округів;
- перенесення населених пунктів з одного старостинського округу до іншого без збільшення чи зменшення кількості самих округів.

В окремих випадках, таких як дострокове припинення повноважень старости, смерть старости та з інших підстав кількість старостинських округів та/або їх територія можуть змінюватись під час поточного скликання ради.

### Ліквідація
Ліквідація старостинського округу — це повне припинення старостинського округу та виключення його з нормативних документів ради. Кількість старостинських округів чи їх територія можуть змінюватися радою нового скликання до затвердження на посаду старост.

## Кількість та типи старостатів
Відповідно до моніторингу Міністерства розвитку громад, територій та інфраструктури України щодо реалізації реформи місцевого самоврядування та територіальної організації влади в Україні станом на 01 січня 2024 року, у складі територіальних громад по всій Україні було виділено всього 7744 старостинські округи, хоча старост місцевою радою було затверджено лише 7477.
Приблизно 10 % старостинських округів має чисельність населення до 500 осіб, 62 % від 500 до 1500 осіб, 22 % від 1500 до 3000 осіб і 7 % понад 3000 осіб.
Станом на січень 2024 року в Україні існують лише сільські та селищні старостинські округи, проте у Львівській міській громаді планують утворити Винниківський і Дублянський старостинські округи, адміністративні центри яких матимуть статус міста.
| Область           | Кількість старостатів          | Кількість старостатів           |
| Область           | Кількість затверджених старост | Загальна кількість утворених СО |
| ----------------- | ------------------------------ | ------------------------------- |
| Вінницька         | 509                            | 527                             |
| Волинська         | 282                            | 293                             |
| Дніпропетровська  | 235                            | 259                             |
| Донецька          | 136                            | 156                             |
| Житомирська       | 444                            | 455                             |
| Закарпатська      | 253                            | 262                             |
| Запорізька        | 202                            | 216                             |
| Івано-Франківська | 387                            | 417                             |
| Київська          | 451                            | 454                             |
| Кіровоградська    | 269                            | 252                             |
| Луганська         | 120                            | 133                             |
| Львівська         | 499                            | 459                             |
| Миколаївська      | 208                            | 237                             |
| Одеська           | 344                            | 355                             |
| Полтавська        | 315                            | 324                             |
| Рівненська        | 214                            | 223                             |
| Сумська           | 281                            | 294                             |
| Тернопільська     | 436                            | 450                             |
| Харківська        | 342                            | 349                             |
| Херсонська        | 150                            | 225                             |
| Хмельницька       | 457                            | 470                             |
| Черкаська         | 363                            | 360                             |
| Чернівецька       | 176                            | 200                             |
| Чернігівська      | 404                            | 374                             |
| У всіх областях   | 7477                           | 7744                            |

## Староста
Староста затверджується радою громади на строк її повноважень за пропозицією відповідного сільського, селищного, міського голови громади, що вноситься за результатами громадського обговорення (громадських слухань, зборів громадян, інших форм консультацій з громадськістю), проведеного у межах відповідного старостинського округу.
Кандидатура старости вноситься на громадське обговорення (громадські слухання, збори громадян, інші форми консультацій з громадськістю) сільським, селищним, міським головою та вважається погодженою з жителями відповідного старостинського округу, якщо в результаті громадського обговорення (громадських слухань, зборів громадян, інших форм консультацій з громадськістю) отримала таку підтримку у старостинському окрузі:
- з кількістю жителів до 1500 — більше 20 відсотків голосів жителів від загальної кількості жителів відповідного старостинського округу, які є громадянами України і мають право голосу на виборах;
- з кількістю жителів від 1500 до 10 тисяч — більше 17 відсотків голосів;
- з кількістю жителів від 10 тисяч до 20 тисяч — більше 14 відсотків голосів;
- з кількістю жителів від 20 тисяч до 30 тисяч — більше 10 відсотків голосів;
- з кількістю жителів більше 30 тисяч — більше 7 відсотків голосів жителів від загальної кількості жителів відповідного старостинського округу, які є громадянами України і мають право голосу на виборах.

Кандидатура старости відповідного старостинського округу, не підтримана сільською, селищною, міською радою, не може бути повторно внесена для затвердження в цьому старостинському окрузі протягом поточного скликання відповідної сільської, селищної, міської ради.
Староста працює на постійній основі в апараті відповідної ради та її виконавчого комітету, а в разі обрання членом цього виконавчого комітету — у виконавчому комітеті ради.